# トーチカ

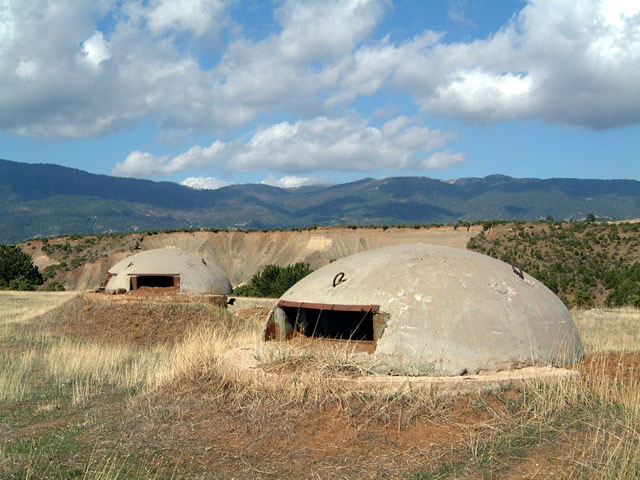
アルバニアのトーチカ

トーチカ（ロシア語: точка）は、鉄筋コンクリート製の防御陣地を指す軍事用語。
日本語では特火点（）と訳される。英語ではその形や用途からピルボックス （pillbox、錠剤ケースの意）と呼ばれ、掩体壕（バンカー）の一種に分類される。

## 語源
トーチカ (точка) はロシア語で「点」の意で、「долговременная огневая точка（直訳で「長期的な火点」の意）」から最後の部分をとったものである。ロシア語では略してドット (ДОТ) とも呼ばれるが、これをラテン文字に転写すると英語で「点」(dot) という意味になるため、一種の再帰的頭字語とも言える。

## 概要

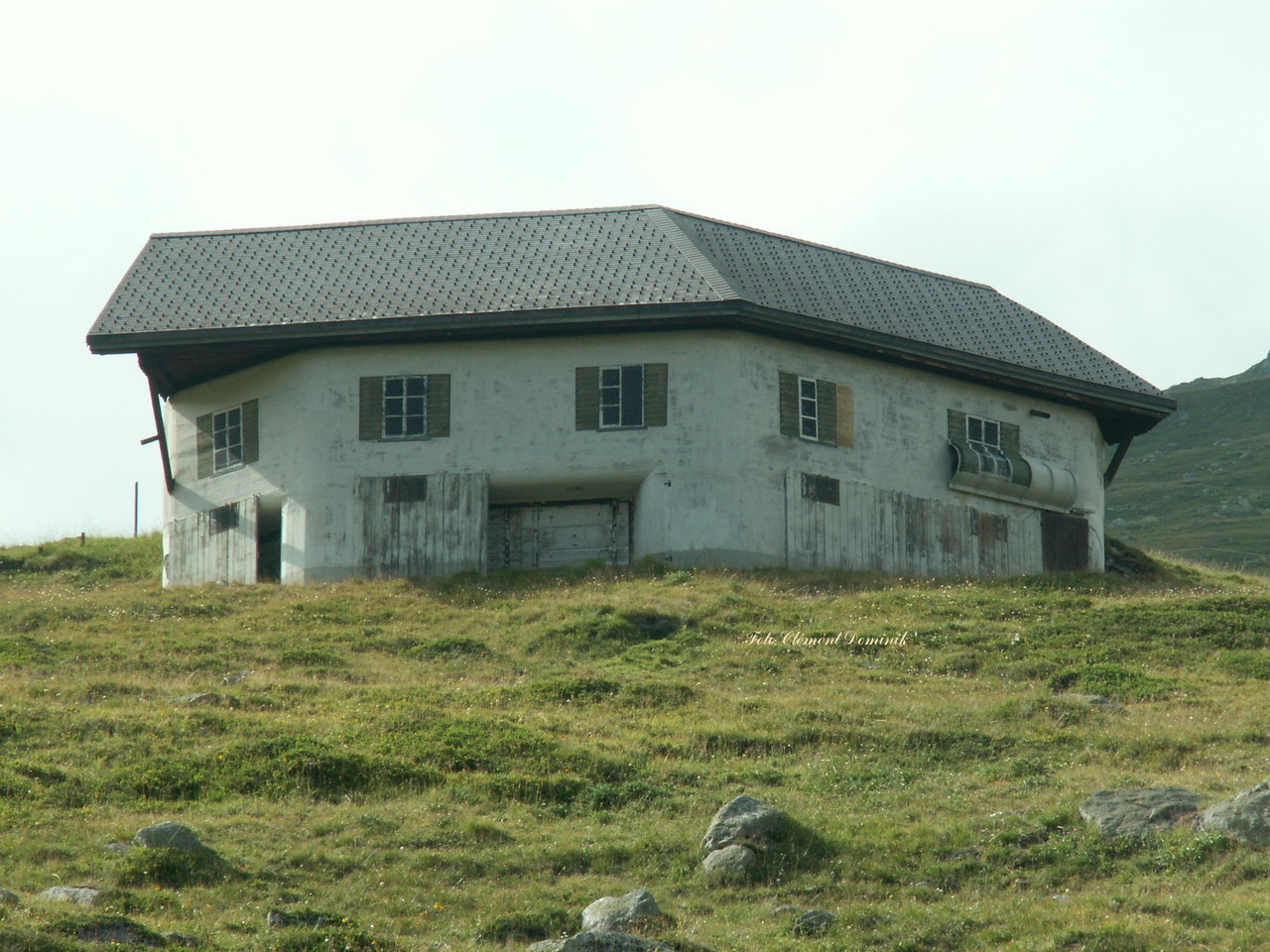
偽の屋根や、描かれた窓など、一般家屋に擬装されたスイスのトーチカ

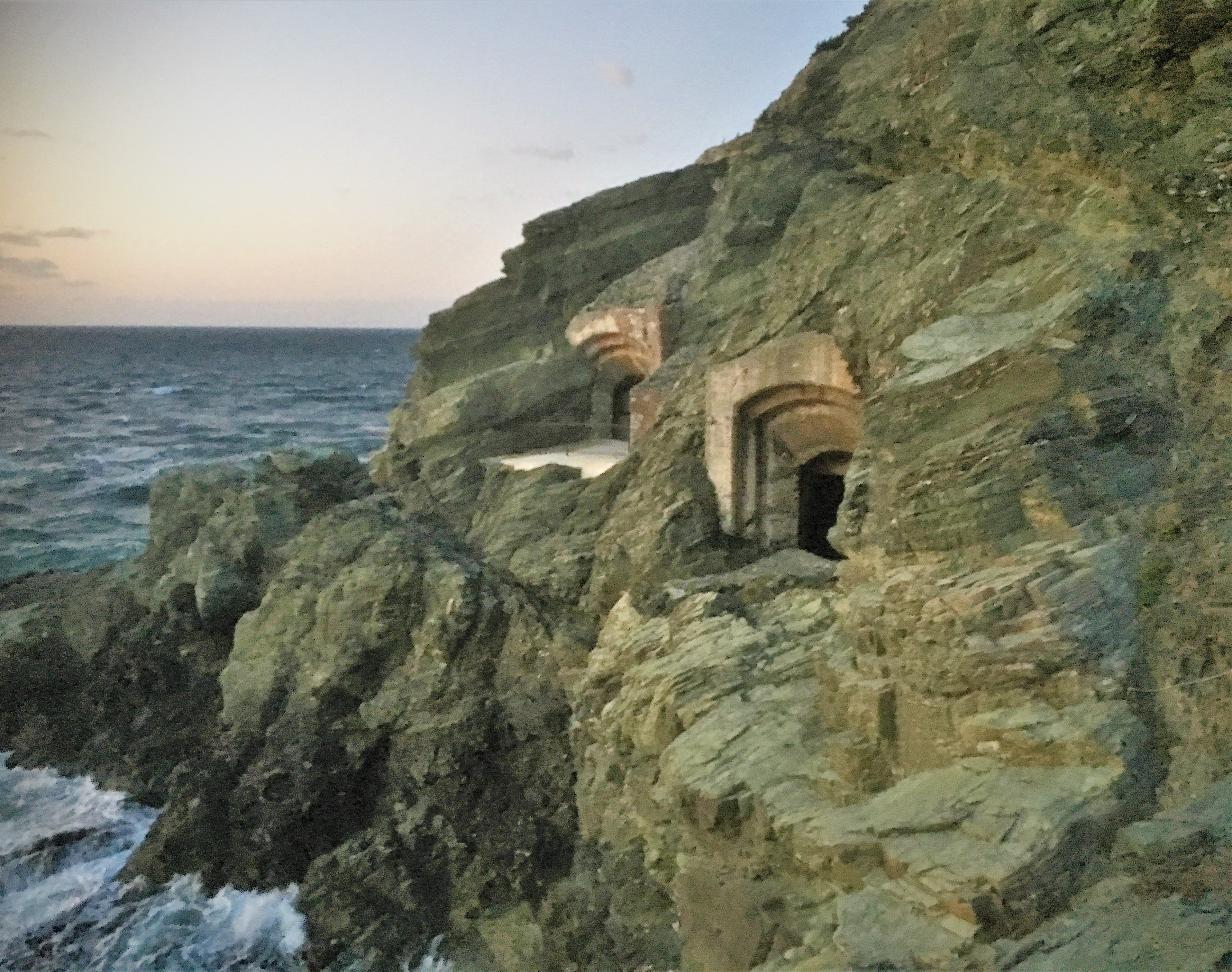
海岸の岸壁に作られた穹窖式の砲台（佐田岬砲台）

トーチカが城塞と区別される点は機関銃やそれに準ずる自動火器、あるいは小型高性能火砲の登場でごく小規模な単位で、敵部隊の攻撃を阻止できるようになった事である。
トーチカは、一般に円形や方形などの単純な外形で、全長が数メートルから十数メートル程度、銃眼となる開口部を除いて壁でよく保護された防御施設である。土嚢で作った壁の上に丸太類を渡して土を盛り天蓋とするだけでも簡易トーチカとすることができる。特筆すべきはコンクリート製の本格的なもので、榴弾砲の直撃にも耐えうるため、排除が困難を極めるところであり、資材が不十分な場合でも、必要とあれば現地部隊の努力で石やサンゴ礁の硬い砂、廃材など、あらゆるものが利用される。一般の家屋を改造してトーチカとすることもある。トーチカの壁には視察用と銃眼を兼ねた必要最小限の穴が設けられている。また、戦車を埋め、砲塔のみを露出させて即席トーチカとすることもある。初めから余剰の戦車/海軍艦艇の砲塔を利用して建築されたトーチカも見られた。
構造の大部分が地面より下になっており、他のトーチカなどに接続される場合の通路は掘り下げられた溝状の塹壕（トレンチ）や、地上からの直接の出入り口がなく地下道によって接続されるもの、さらにはその地下道によって後方の大きな保塁や要塞とつながっているものもある。
トーチカは、正面を向いた銃眼以外にはほとんど穴が空いていないため、視察観測が不能となる死角が多く生じる。このため、通常は複数のトーチカを並べて互いにカバーしあい、敵に対して十字砲火を浴びせられるように配置される。「大西洋の壁」のドイツ軍の一部の機関銃トーチカのように、海岸と正対する位置に（敵の艦砲射撃の的になる）銃眼を設けず、左右斜め前方に射線を形成できるようにしたものを組み合わせ、上陸してくる敵兵を十字砲火で制圧するように設計されているものもあった。
日本においても、遺構として北海道の根室市-苫小牧市にかけての太平洋岸に複数のトーチカ群が残されており、硫黄島では、破壊された一式陸上攻撃機を活用した掩体壕の残骸を現在も見ることができる。北方領土には、ソ連がトーチカとして設置したIS-3重戦車が放置されている。また、トーチカは演習場内に監的壕として造られることもあり、山田野演習場（青森県）や強首陸軍演習場（秋田県）などに遺構が残る。
現在でもシリアなど砂漠・平野での戦車戦が予想される中近東諸国では、旧式化した戦車を固定陣地化しているケースもある。

## トーチカに対する攻撃方法

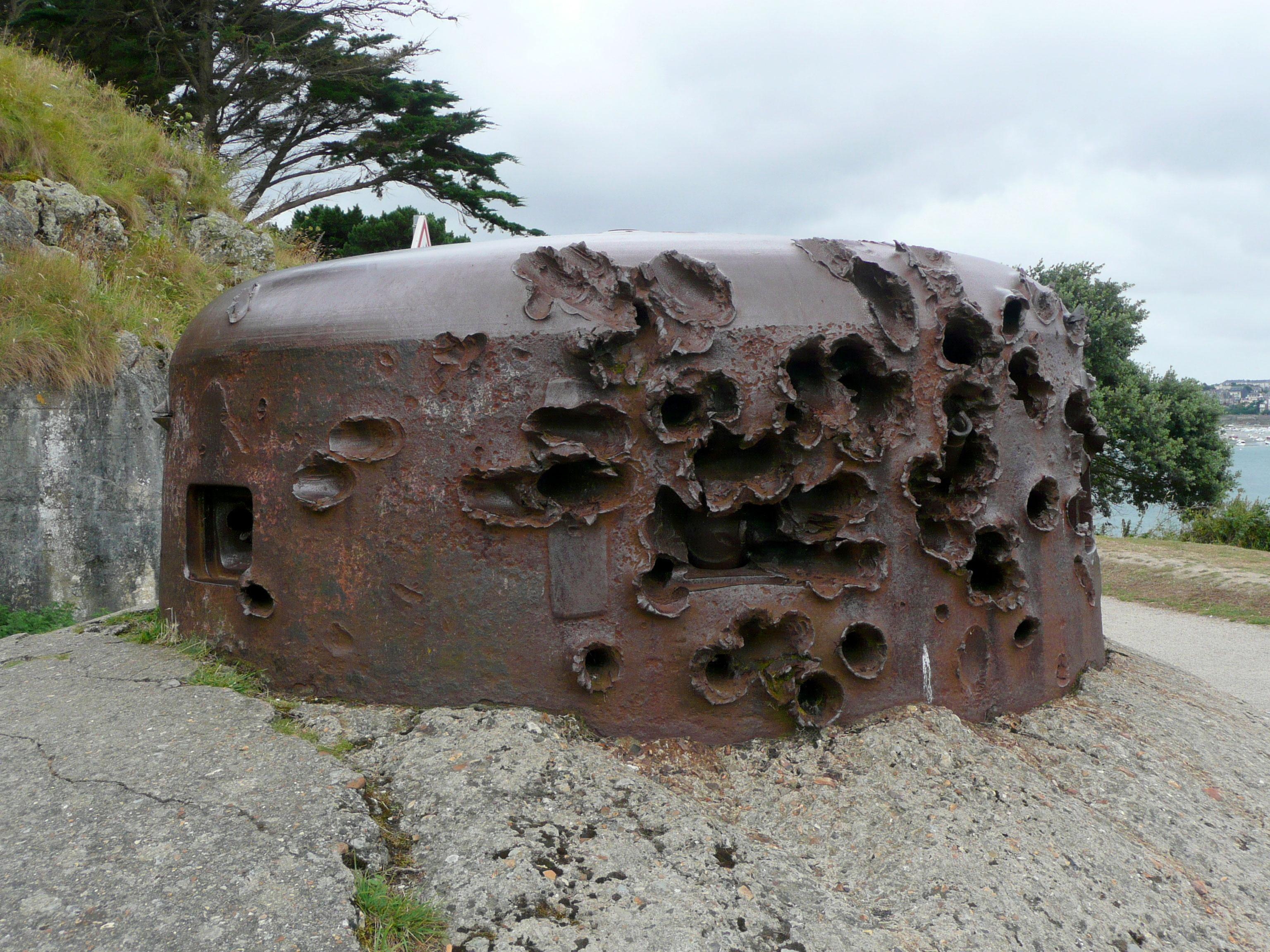
サン・マロに残る鋳鋼製トーチカ。ドイツ軍が使用したもので、同地を攻囲する連合国軍によって直射砲撃を受けている

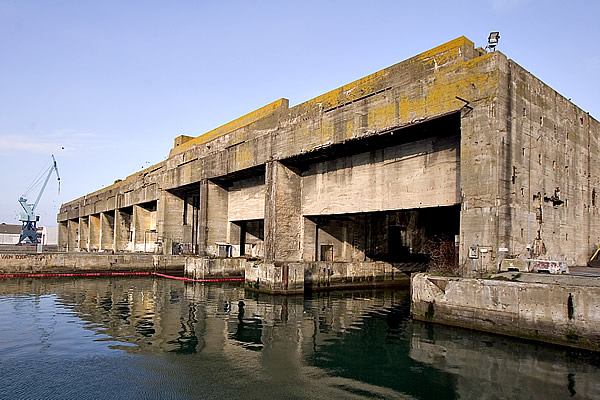
ラ・ロシェルのUボート・ブンカー跡。連合軍の空襲に備えたものだが、これに対して貫通可能な新型航空爆弾も開発された

戦車や航空機といった兵器が登場したばかりの第一次世界大戦当時までは、人間が接近して銃眼から爆薬を投げ込むといった攻撃方法しかなかったため、多数のトーチカ、砲兵陣地、地雷原などが有機的に結合する要塞の制圧は難しかった。しかし、各種兵器がより強力に発達した第二次世界大戦では、いくつかの有効な制圧方法が編み出された。

### 戦車
トーチカを攻撃する戦闘工兵を、戦車が直接支援する。
- 例：1942年のトブルク要塞攻略（エル・アラメインの戦いを参照）

### 空挺作戦
トーチカの火線の後方に戦闘工兵などが空挺降下して、トーチカの戦闘能力を無力化する。
- 例：1940年のエバン・エマール要塞攻略（ナチス・ドイツのフランス侵攻を参照）

### 攻城砲の使用
通常の砲兵が運用するものよりかなり大きな列車砲のような攻城砲は、長い射程と大きな破壊力を有するため、歩兵や戦車が近づけないような縦深陣地群やトーチカ群に対して用いられる。ただし、準備に時間が掛かり、兵站への負担も大きいため、重要な要塞の攻略など、その攻撃対象は限られる。一方、高初速の徹甲榴弾を用いた高射砲の水平射撃や、大型対戦車砲の直接射撃によって破壊することもあった。
- 例：1942年のセヴァストポリ包囲戦では、80cm 40口径の大砲を持つグスタフ列車砲および60cmカール自走臼砲が用いられた。

### 艦砲射撃
艦砲射撃によって沿岸部のトーチカを攻撃する。敵前上陸の必要な上陸作戦では、艦砲による事前準備攻撃が重要となる。
- 例：太平洋戦争におけるアメリカ軍による日本軍のトーチカをはじめとする防御陣地に対する攻撃。

### 爆撃
第二次世界大戦では急降下爆撃、現代では誘導爆弾などによるピンポイント爆撃により破壊する。特火点ではない頑強な掩体壕型施設（ドイツのUボート・ブンカーやイラクの地下軍事施設）に対する、貫通力に優れた地中貫通爆弾による攻撃も行われた。

### 歩兵用重火器
第二次世界大戦では、歩兵が爆薬や手榴弾を素手で投げ込むだけではなく、火炎放射器やバズーカを用いての攻撃も行われ、また戦後はさらに射程の長い対戦車ミサイルや対物ライフル、重機関銃も実戦投入された。
しかし、これらの攻撃方法も決定的ではなく、トーチカの制圧にはやはり歩兵による（人的犠牲を伴う）接近と突入が不可欠である。

## その他

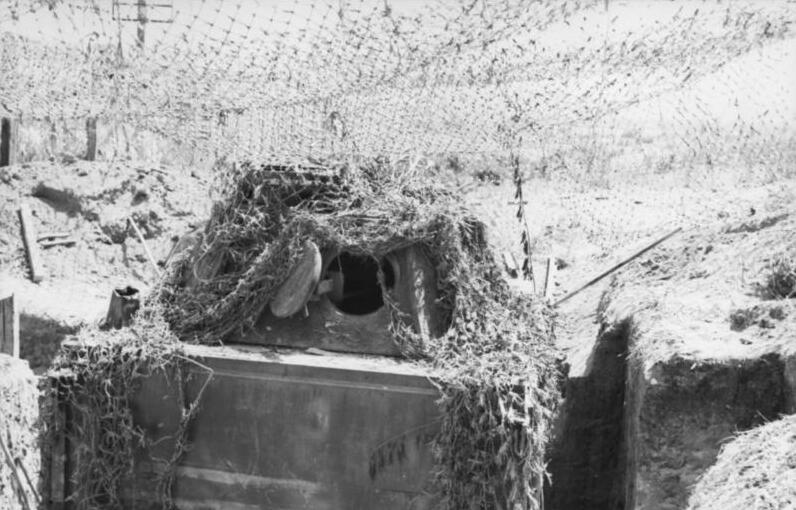
後方から見た「東方の壁砲塔I型」
地下に埋没させるべき居住施設の後方が塹壕に露出している

- 前述のように、戦車やその砲塔をトーチカまたはその火器として代用する例がある。例えば1941年の独ソ戦初期、モスクワ防衛のため車体を掩体壕に入れて砲塔だけ出したBT戦車の写真が残されている。また一方のドイツ軍では、自走砲などに改造された旧式戦車から不要となった砲塔を、大西洋の壁等の沿岸防衛陣地で、コンクリート製ブンカー（トーチカ）に載せ火器として転用しており、これも多数の写真が残されている。更にパンター戦車の砲塔を使った、設置式の対戦車トーチカ「東方の壁砲塔」が作られ、対戦したイギリス軍からは「通常の対戦車砲よりも防御力が高く厄介な存在」と評価されている。またベルリン攻防戦に先立つ1945年2月、修理のため前線から戻されていたⅣ号戦車12輌とパンター10輌の機関部と足回りを撤去、市内の道路に車体を埋めトーチカとして利用している。戦後は、オーストリア軍が国境防衛用としてM47パットン戦車をそのまま地面に埋めただけの物や、北方領土やシナイ半島に見られる、旧式化または鹵獲したソ連製戦車のエンジンや足回りを撤去し、その分余分に弾薬を置いたり、後方からの出入り口を新たに加えたもの等が作られ、現在も放棄されスクラップ化した物が一部残されている。